# Lotte van Beek
Charlotte Willemijn "Lotte" van Beek (ur. 9 grudnia 1991 w Zwolle) – holenderska łyżwiarka szybka, dwukrotna medalistka olimpijska i wicemistrzyni świata. 

## Kariera
Pierwsze sukcesy Lotte van Beek osiągnęła w 2010 roku, kiedy zdobyła sześć medali podczas mistrzostw świata juniorów w Moskwie. Zwyciężyła tam w wieloboju, biegach na 1000, 1500, 3000 m i biegu drużynowym, a na 500 m była druga. W tej samej kategorii wiekowej była też trzecia na mistrzostwach świata juniorów w Seinäjoki w 2011 roku. Pierwszy sukces wśród seniorek osiągnęła dwa lata później, zajmując drugie miejsce w biegu na 1500 m podczas dystansowych mistrzostw świata w Soczi. Rozdzieliła tam na podium swą rodaczkę Ireen Wüst i Kanadyjkę Christine Nesbitt. W 2014 roku wzięła udział w igrzyskach olimpijskich w Soczi, gdzie jej najlepszym indywidualnym wynikiem było trzecie miejsce w biegu na 1500 m. W zawodach tych wyprzedziły ją jedynie dwie inne reprezentantki Holandii: Jorien ter Mors i Ireen Wüst. Ponadto wspólnie z Jorien ter Mors, Ireen Wüst i Marrit Leenstrą zdobyła na tych samych igrzyskach złoty medal w biegu drużynowym. Kilkakrotnie stawała na podium zawodów Pucharu Świata, odnosząc przy tym jedno zwycięstwo indywidualne i dwa drużynowe. Najlepsze wyniki osiągnęła w sezonie 2013/2014, kiedy była druga w klasyfikacji końcowej 1500 m.